# Matteo Manassero
Matteo Manassero (Negrar di Valpolicella, 19 aprile 1993) è un golfista italiano.
Detiene i record di più giovane vincitore dello European Tour e, dal 2013, di più giovane vincitore del BMW PGA Championship.

## Biografia
Nato a Negrar di Valpolicella, in provincia di Verona, il 19 aprile 1993, comincia a giocare a golf all'età di 3 anni e mezzo presso il circolo Golf Club Villafranca. Passa nel 1998 al Gardagolf Country Club di Soiano del Lago (BS) allenato da Franco Maestroni; uno dei primi a notarlo ed a parlare di lui è il giornalista televisivo Germano Mosconi.

## Carriera
Nel 2009, a soli 16 anni, vince il British Amateur Championship, uno dei due Major per dilettanti. Con questa vittoria Matteo stabilisce il record di più giovane vincitore del torneo e primo italiano, garantendosi l'invito a due Major: l'Open Championship e il The Masters.
Durante l'Open Championship del 2009 a Turnberry, Matteo si piazza al 13º posto, a pari merito con Francesco Molinari, meritandosi la Silver Medal: il premio assegnato al migliore dilettante in gara.
Il 9 aprile 2010, all'età di 16 anni, 11 mesi e 22 giorni, Manassero batte il record del sudafricano Bobby Cole (che resisteva dal 1967), divenendo il più giovane giocatore a passare il taglio del The Masters, piazzandosi al 36º posto.
Passa professionista nel maggio del 2010 e decide di esordire all'Open d'Italia, classificandosi nei primi 30. Invitato successivamente in Inghilterra a giocare il BMW PGA Championship a Wentworth, supera il taglio e chiude il torneo al 17º posto.
Il 24 ottobre 2010, Manassero vince il Castelló Masters in Spagna diventando a 17 anni, 6 mesi e 5 giorni il più giovane vincitore di un torneo dello European Tour. Il record era detenuto in precedenza dal neozelandese Danny Lee, vincitore nel febbraio 2009 del Johnnie Walker Classic.
Il 30 novembre 2010 gli viene assegnato a Wentworth il titolo di "Sir Henry Cotton Rookie of the Year" dello European Tour, riconoscimento dato in passato anche a Nick Faldo, Tony Jacklin, Sandy Lyle, José María Olazábal e Colin Montgomerie.
Nell'aprile 2011 a pochi giorni dal suo 18º compleanno, ha conquistato il suo secondo torneo dello European Tour, imponendosi nel Malaysian Open disputato al Kuala Lumpur Golf & Country Club.
L'11 novembre 2012 ha vinto il Barclays Singapore Open superando con un eagle alla terza buca di playoff il sudafricano Louis Oosthuizen diventando così il primo teenager a vincere 3 tornei dello European Tour.
Il 26 maggio 2013 si è classificato al primo posto nel prestigioso BMW PGA Championship sul campo di Wentworth Club dopo un playoff di quattro buche contro Simon Kahn e Marc Warren, diventando così il più giovane vincitore nella storia del torneo e raggiungendo il 25º posto dell'ordine di merito mondiale.
Ad inizio gennaio 2014 ha cambiato sponsor tecnico passando da Titleist a Callaway.
Nel 2024 è tornato a giocare al suo miglior livello tornando a vincere, nel massimo circuito europeo, una competizione: il Jonsson Workwear Open disputatosi in Sudafrica. Grazie al buon stato di forma e alla vittoria nell'European Tour si è qualificato per le Olimpiadi di Parigi in cui ha terminato al 18º posto con uno score di 276 colpi e -8 sotto il par. Nel mese di settembre ha ottenuto alcuni importanti piazzamenti: si è piazzato al sesto posto nel British Masters con lo score complessivo di 279 e -9 sotto il par,all'Irish Open ha concluso al terzo posto con 277 colpi e -7 sotto il par e al BMW PGA Championship è arrivato quarto dopo essere stato primo fino a metà del quarto ed ultimo giro.

### 2025: la carta per il PGA Tour
Grazie al 30º posto nel DP World Tour, Manassero si è assicurato la carta per poter giocare all'interno del PGA Tour nel 2025 per la prima volta nella sua carriera.

## Vittorie da dilettante
- 2009 The Amateur Championship

## Vittorie professionali (7)

### European Tour vittoria (5)
| Legenda                 |
| Flagship eventi (1)     |
| Altri European Tour (4) |

| No. | Data             | Torneo                        | Punteggio di vittoria | Margine | Secondo                                       |
| --- | ---------------- | ----------------------------- | --------------------- | ------- | --------------------------------------------- |
| 1   | 24 ottobre 2010  | Castelló Masters Costa Azahar | −16 (68-66-67-67=268) | 4 colpi | Ignacio Garrido                               |
| 2   | 17 aprile 2011   | Maybank Malaysian Open1       | −16 (66-71-67-68=272) | 1 colpi | Grégory Bourdy                                |
| 3   | 11 novembre 2012 | Barclays Singapore Open1      | −13 (70-68-64-69=271) | Playoff | Louis Oosthuizen                              |
| 4   | 26 maggio 2013   | BMW PGA Championship          | −10 (69-71-69-69=278) | Playoff | Simon Khan, Marc Warren                       |
| 5   | 10 marzo 2024    | Jonsson Workwear Open         | −26 (68-61-67-66=262) | 3 colpi | Thriston Lawrence, Shaun Norris, Jordan Smith |

1Co-sanzionato dal Asian Tour
European Tour playoff record (2–0)
| No. | Anno | Torneo                  | Sfidante/i              | Risultato                                                                                     |
| --- | ---- | ----------------------- | ----------------------- | --------------------------------------------------------------------------------------------- |
| 1   | 2012 | Barclays Singapore Open | Louis Oosthuizen        | Vinto con il tiro eagle alla terza buca extra                                                 |
| 2   | 2013 | BMW PGA Championship    | Simon Khan, Marc Warren | Vinto col tiro birdie alla quarta buca extra Warren eliminato col tiro birdie alla prima buca |

### Alps Tour vittorie (1)
| No. | Data              | Torneo            | Punteggio di vittoria | Margine | Secondo       |
| --- | ----------------- | ----------------- | --------------------- | ------- | ------------- |
| 1   | 19 settembre 2020 | Toscana Alps Open | −19 (63-66-65=194)    | 1 colpo | Ángel Hidalgo |

## Risultati nei tornei major
| Torneo            | 2009   | 2010   | 2011 | 2012 | 2013 | 2014 | 2015 | 2016 |
| ----------------- | ------ | ------ | ---- | ---- | ---- | ---- | ---- | ---- |
| The Masters       | DNP    | T36 LA | DNP  | DNP  | CUT  | CUT  | DNP  | DNP  |
| U.S. Open         | DNP    | DNP    | T54  | T46  | CUT  | DNP  | DNP  | T46  |
| Open Championship | T13 LA | DNP    | CUT  | DNP  | CUT  | T19  | CUT  | CUT  |
| PGA Championship  | DNP    | DNP    | T37  | CUT  | T72  | CUT  | DNP  | DNP  |

LA = miglior dilettante

DNP = non partecipante

CUT = taglio mancato

"T" = pari merito

Sfondo verde per le vittorie. Sfondo giallo per Top-10.

## Riepilogo carriera nello European Tour[13]
| Anno      | Vittorie | Guadagni (€) | Pos. |
| --------- | -------- | ------------ | ---- |
| 2010      | 1        | 890.402      | 31   |
| 2011      | 1        | 859.461      | 31   |
| 2012      | 1        | 1.595.093    | 13   |
| 2013      | 1        | 1.414.471    | 11   |
| 2014      | 0        | 576.837      | 60   |
| 2015      | 0        | 91.763       | 167  |
| 2016      | 0        | 471.707      | 73   |
| Carriera* | 4        | 5.899.734    |      |

* Al 18 dicembre 2016.

## Riepilogo carriera nel PGA Tour[14]
| Anno      | Vittorie | Guadagni ($) | Pos. |
| --------- | -------- | ------------ | ---- |
| 2011      | 0        | 133.283      | -    |
| 2012      | 0        | 31.979       | -    |
| 2013      | 0        | 64.809       | -    |
| 2014      | 0        | 336.968      | -    |
| 2015      | 0        | 0            | -    |
| 2016      | 0        | 34.430       |      |
| Carriera* | 0        | 601.469      | 569  |

* Al 18 dicembre 2016.

## Gare a squadre
Dilettante
- Jacques Léglise Trophy (in rappresentanza dell'Europa Continentale): 2007

Professionista
- Royal Trophy (in rappresentanza dell'Europa): 2011 (vincitore)
- Seve Trophy (in rappresentanza dell'Europa Continentale): 2011, 2013 (vincitore)